# Oriente y Occidente
Pour plus de détails, voir Fiche technique et Distribution.
Oriente y Occidente est un film dramatique américain réalisé par George Melford durant la période de la censure cinématographique. Le scénario est une adaptation de la pièce de théâtre  à succès East is West, écrite par le dramaturge Samuel Shipman. La pièce est en effet, restée à l'affiche à Broadway de décembre 1918 à août 1920, avec la comédienne Fay Bainter dans le personnage principal de Ming Toy. Sorti le 30 novembre 1930 et produit par Universal, ce film est un remake, en version espagnole, du film muet éponyme, réalisé en 1922 par Sidney Franklin. Le rôle principal est ici, tenu par l'actrice Lupe Vélez,. Un film, remake également, mais en version anglaise, titré East Is West sera aussi réalisé  dans les studios d'Universal, par Monta Bell simultanément à celui-ci, certes, avec une autre distribution mais toujours avec Lupe Velez dans le rôle principal.

## Synopsis
En Chine, une jeune femme du nom de Ming Toy, est proche d'être vendue par son père aux enchères quand  Billy Benson, un jeune et élégant américain, arrivant de son pays natal dans l'espoir de trouver une chinoise à marier, surenchérit et la sauve de l'esclavage. Un de ses vieux amis, Lo Sang Kee, l’emmène à San Francisco mais finit par la vendre à Charlie Yong, le roi de Chinatown qui souhaite prendre Ming Toy pour femme. Devant le refus de la jeune femme, Benson, malgré plusieurs essais infructueux, réussit à l'enlever de force et décide alors de la prendre chez lui. Mais ses parents, horrifiés à la pensée de voir leur fils amoureux épouser une chinoise, la rejettent. Croyant qu'elle est marquée à vie par le fait d'être une orientale, Ming Toy pense qu'elle devra passer une vie de souffrance. Cependant, elle découvre qu'elle est bien une femme blanche et qu'elle a été élevée par une famille chinoise lorsque ses parents, un couple de missionnaires, furent assassinés, expliquant alors sa proximité avec la culture et les mœurs chinois dont elle est imprégnés. Apprenant cela, Charlie Yong se détourne d'elle et les parents de Benson décident alors de bénir leur union.

## Fiche technique
- Titre : Oriente y Occidente
- Réalisateur : George Melford
- Photographie : George Robinson
- Scénario : Baltasar Ferdinando Cué (dialogue espagnol), d’après la pièce de théâtre éponyme de Samuel Shipman
- Musique : Heinz Roemheld
- Producteur : Paul Kohner
- Société de distribution : Universal Pictures
- Pays de production :  États-Unis
- Genre : drame
- Durée : 93 minutes
- Date de sortie : 1930

## Distribution

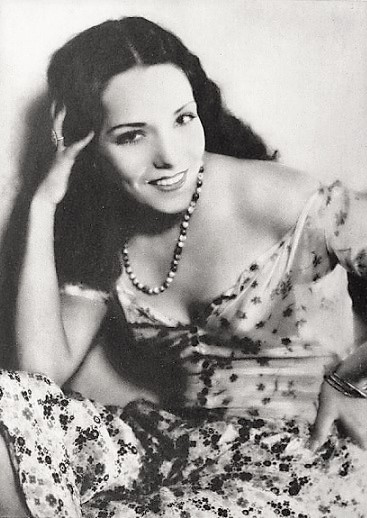
Lupe Velez

- Lupe Vélez : Ming Toy
- Barry Norton : Billy Benson
- Daniel F. Rea : Lo Sang Kee
- Manuel Arbó : Charley Yong
- Tetsu Komai : Hop Toy
- Nick De Ruiz : Chang Lee
- Marcela Nivón : Mrs. Benson
- José Soriano Viosca : Mr. Benson
- Lucio Villegas : Dr Fredericks
- André Cheron : Thomas
- James Wong : Homme

## Analyse du film
Les différents scénarios de cette pièce de théâtre abordent le questionnement social de l'assimilation de la population chinoise dans une société blanche américaine. Les problèmes sociaux-culturels et sociétaux de l'intégration de cette population d'émigrés étaient dans les États-Unis de cette époque, un questionnement clivant au sein de la société blanche. Quelle était la part de la Race ? Quelle était la part de la Culture dans les problèmes d'assimilation d'une population asiatique chinoise émigrée qui, a l'image de Chinatown, vivait de plus en plus en vase clos à côté de la société américaine ? Comment une personne de culture chinoise pouvait à terme devenir "Blanche" ?  Quels étaient les mécanismes conduisant à cette transformation ?  Comment une personne blanche ayant été élevée dans la culture chinoise pouvait-elle supporter de vivre dans une société "blanche" et raciste qui la déconsidérait socialement ? Quel était, entre la Culture et la Race, le concept interdisant toute assimilation, toute intégration ? Quels étaient les dangers de l'hybridation ? Telles étaient les questions sociétales structurantes de la société américaine. La majorité des films de la première partie de XXe siècle  étudiant ces problèmes tenteront de démontrer que, malgré tous les efforts, la Race semble être la barrière incontournable interdisant toute transformation, tout en laissant une ouverture à l'hybridation comme étant la voie possible. Il est intéressant de constater que le cinéma américain d'après-guerre avec Devine qui vient dîner... interprété par Sidney Poitier, posera les mêmes interrogations, une quarantaine d'années plus tard, face aux revendications sociales et sociétales de la population noire américaine.
Le choix du nom de Toy de la famille chinoise - Jouet en français -  n'est pas anodin, et illustre bien ces destins ballottés par les différentes approches culturelles de l’Étranger, par les différentes politiques nationales. La Chine, matérialisée par la famille Toy, recueille l'enfant malgré sa couleur de peau et l’élève dans la culture nationale. Le père adoptif est vertes, contraint de vendre la jeune femme pour des raisons économiques, comme le veut la coutume. Alors que les États-Unis, représentés par les parents Benson, ne rejettent la jeune femme que sur la culture dont elle est issue et qui s'exprime par ses mœurs, sans même regarder sa couleur de peau. Le fils Benson semble être le seul point positif de cette œuvre, symbolisant à lui seul, parmi l’éventail des possibles, un horizon américain optimiste faisant fi de ces divergences culturelles et raciales. Comme un trait d'union entre deux époques, deux cultures et deux couleurs de peau, il semble baliser par son mariage, la seule voie porteuse d'un avenir commun et serein que devra prendre chaque américain : être, avant toute chose, à l'écoute de son cœur.

## Autour du film
- Le titre original du film est bien Oriente y Occidente et non pas Oriente es Occidente qui n' est que la traduction littérale de East is West.
- La première sortie du film se fera le 30 novembre 1930, à San José de Costa Rica, sous le titre d' El Barco del amor, et le 26 décembre 1930 à Los Angeles sous son titre original.